# Garb al-Ándalus
El Garb al-Ándalus (en árabe, غرب الأندلس) era la parte más occidental de Al-Ándalus, que corresponde con la parte del actual territorio portugués. Junto con Mawsat al-Ándalus y Sharq al-Ándalus, conformaban las regiones (nabiya) interiores. Tenía una población aproximada de 500.000 habitantes.
En 711, las tropas musulmanas atravesaron el estrecho de Gibraltar y dieron inicio a la conquista de la península ibérica, el al-Ándalus; al dominio musulmán escapó solamente una pequeña comunidad cristiana que se refugió en las montañas de Asturias así como en las de los Pirineos. 
El occidente peninsular, de influencia mediterránea, el Garb al-Ándalus —corresponde aproximadamente a los límites de la antigua Lusitania— aunque intensamente islamizado, no asumió el protagonismo de otras regiones de Al-Ándalus resistiendo siempre a los procesos de centralización de Córdoba, o posteriormente de Sevilla. El Gharb incluía cinco territorios principales correspondientes al término de Coímbra, al Estuario del Tajo, al Alto Alentejo, al Bajo Alentejo y al Algarbe. Estos territorios se extendían además a la actual Extremadura y Andalucía occidental (coras de Huelva y Niebla). Destacaban las ciudades de Coímbra, Lisboa, Santarén, Silves, Mértola, Faro, Mérida y Badajoz.